# 坂内仁
坂内 仁（ばんない ひとし、1944年〈昭和19年〉7月26日 - 1994年〈平成6年〉12月23日）は日本の政治・経済評論家。

## 略歴
1944年（昭和19年）7月26日、新潟県柏崎市に生まれる。法政大学大学院社会科学研究科経済学専攻修士課程を修了する。
1994年（平成6年）12月23日に死去、50歳。

## 著書
- 『経済学入門』（五月社、1977）
- 『現代日本論を解体する-多元論的経済学のすすめ』（御茶の水書房、1991）

## 共著
- 『岐路に立つ日本社会党』川上忠雄（編集）（社会評論社、1981）
- 『危機の時代と転向の意識』上条晴史（著）（社会評論社、1990）